# Винник, Василий Алексеевич
Василий Алексеевич Винник (1 января 1929, с. Федоровка, теперь Чубаровка Пологовского района Запорожской области) — украинский языковед, кандидат филологических наук с 1965.

## Биография
Окончил в 1953 году Запорожский педагогический институт.
Работал в 1963—1988 в Институте языкознания им. А. А. Потебни НАН Украины (с 1971 — старший научный сотрудник); с 1988 — доцент, с 1991 — профессор Киевского педагогического института иностранных языков (ныне Киевский национальный лингвистический университет).

## Научная деятельность
Автор трудов по лексикологии и лексикографии:
- Винник В. А. Названия единиц измерения и веса в украинском языке. — Киев: Наукова думка, 1966.
- разделы «Общенародная, диалектная и профессиональная лексика» и «Жаргонизмы и арготизмы» в книге «Современная украинская литературная речь. Лексика и фразеология» (1973),
- «Развитие тематических групп лексики в русском языке XIX — нач. XX века» и др. в книге «История украинского языка. Лексика и фразеология» (1983).

Соавтор и один из редакторов «Словаря украинского языка» (т. 1-11, 1970-80; Государственная премия СССР, 1983), «Русско-украинского словаря юридической терминологии» (1985), «Фразеологический словарь украинского языка» (т. 1-2, 1993) и др. Отв. редактор «Словаря фразеологизмов украинского языка» (2003).